# Kollektivgade
|  | Relevans? Det står ikke klart, hvorfor denne artikel er relevant i Wikipedia. Dette spørgsmål bør diskuteres. |

Kollektivgader er uden bilkørsel og midt i gaden anlægges en kollektiv tracé til letbane og/eller busser. Cykelstier og fortove anlægges på hver side af tracén. På bestemte tidspunkter kan varelevering tillades med biler på fortovene.